# Lovicsek Béla
Lovicsek Béla (Nagypeszek, 1922. szeptember 2. – Pozsony, 2006. június 27.) újságíró, író, tanító.

## Élete
Munkáscsaládban született. 1952-ben szerzett tanítói képesítést a pozsonyi pedagógiai gimnáziumban. 1950–1969 között tanított többek közt Nyírágón, Zsemléren, Ipolyszakálloson, Zalabán és Csatán. 1969 és 1977 között A Hét szerkesztője. 1978-tól 1982. október 1-jei nyugdíjazásáig a Csemadok Központi Bizottságának titkára. 
Az 1950-es évektől folyamatosan publikált. Folytatásokban közölt regényei révén vált ismertté, de drámákat is írt. Több műve megjelent szlovák fordításban is.

## Művei
- 1957 Haragosok (elbeszélés)
- 1961 A csillagszemű asszony (regény)
- Trampoty s láskou. Veselohra (Baj van a szerelemmel); szlovákra ford. Ján Dohňánský; Diliza, Bratislava, 1962
- 1963 Tűzvirág (regény)
- Ezüstlakodalom. Színmű; Diliza, Bratislava, 1967
- Végállomás. Vígjáték; Diliza, Bratislava, 1967
- 1975 Hosszú éjszaka (regény)
- Alattunk a város, felettünk az ég. Színmű; LITA, Bratislava, 1975
- Dusek Imre–Lovicsek Béla: Egy a sok közül. Egy csallóközi közösség krónikája; Priroda, Bratislava, 1976 (Földműves-aktualitások)
- Sem veled, sem nélküled; Madách–Szépirodalmi, Bratislava–Bp., 1985
- 1987 Forgószélben (regény)
- Borbála; Akcident, Galanta, 1991
- Szerelem, óh... Regény; Pest Megyei Közművelődési Információs Központ–Agpress, Szentendre–Zseliz, 1993
- Húsz év után (dráma)